# Лисицын, Константин Сергеевич
Лиси́цын, Константи́н Серге́евич (29 сентября 1923, Ярославль — 21 февраля 1970, Ярославль) — советский военнослужащий, участник Великой Отечественной войны, Герой Советского Союза, разведчик, командир отдельной разведроты. После войны — артист театра. Единственный Герой Советского Союза, избравший в мирной жизни эту профессию.

## Биография
Родился 29 сентября 1923 года в Ярославле. Отец, Сергей Григорьевич Лисицын (1890-?), из крестьян, художник, член Союза художников, был репрессирован в 1938 году. Из обвинительного заключения: «…являлся участником троцкистской повстанческой террористической организации. В период 1936—1937 посещал нелегальные антисоветские сборища организации, на которых принимал активное участие в обсуждении вопросов подготовки вооружённого восстания. Выступал с террористической пропагандой против руководителей ВКП(б) и членов советского правительства. В системе товарищества «„Художник“» проводил подрывную работу по выпуску антисоветски оформленной художественной продукции. Решением Военной коллегии Верховного суда СССР от 3.10.1938 приговорён к десяти годам тюремного заключения с поражением в политических правах на пять лет с конфискацией лично ему принадлежавшего имущества». Мать, Римма Константиновна, работала модисткой в артели инвалидов.
Жил на улице Голубятной. Учился в школе имени Карла Маркса (бывшая мужская гимназия; № 33), окончил семь классов, работал рекламистом, мебельщиком, монтировщиком декораций в Ярославском драматическом театре имени Ф. Г. Волкова, закончил один курс в Ярославском художественном училище.

### В годы Великой Отечественной войны
В сентябре 1941 года добровольцем ушёл на фронт.
С ноября 1941 года по 1945 год на фронте. Воевал разведчиком, был семь раз ранен и трижды контужен: 31.01.1942, 28.09.1942, 3.11.1942, 21.07.1943, 10.09.1943, 29.11.1943. По необоснованному обвинению зачислен в штрафбат, потом восстановлен в звании и правах. Был разжалован из младшего лейтенанта в рядовые и приговорен к 10 годам лишения свободы за то, что вопреки приказу произвёл успешный манёвр, которым сберёг подчиненных. Вскоре был освобождён от наказания и восстановлен в прежних звании и должности. В 1943 году был захвачен нацистами в плен во время разведоперации, подвергнут пыткам, выжил и был подобран разведчиками.
В 1943 году получил медаль «За отвагу». Звание Героя Советского Союза с вручением ордена Ленина получил в 1944 году, командуя 257-й отдельной разведротой 199-й стрелковой Смоленской дивизии в звании старшего лейтенанта, за форсирование Днепра в районе Могилёва и удержание важного плацдарма на правом берегу (указ от 24.03.1945).
В наградном листе, подписанным командиром 199-й Смоленской стрелковой дивизии генерал-майором Кононенко, отмечено: «В наступательных боях на могилёвском направлении Константин Лисицын 26 июня 1944 года достиг реки Днепр, где получил приказ от командира дивизии — немедленно форсировать реку и занять плацдарм на правом её берегу. Несмотря на сильный артиллерийский, миномётный и пулемётный огонь противника, Лисицын первым на бревне переправился на правый берег и стал прикрывать огнём своё переправляющееся вплавь подразделение. Сконцентрировав роту на узком участке, он ударил по противнику и вклинился в его оборону, завязав уличный бой в деревне Требухи. К исходу дня выбил противника из первой траншеи. Несмотря на неоднократные контратаки, поддержанные танками и самоходными орудиями, Лисицын удерживал занятый рубеж в течение суток. Этим он отвлёк на себя силы противника, дав возможность стрелковым частям дивизии форсировать Днепр. 27 июня, преследуя противника в районе Могилёва, Лисицын с группой разведчиков захватил три автомашины, пятнадцать лошадей, пленил более двух десятков гитлеровцев…».
День победы встретил в госпитале после очередного ранения.
С ноября 1945 года — помощник военного коменданта в Кунцево, Москва. В феврале 1946 года уволился в запас.

### После демобилизации

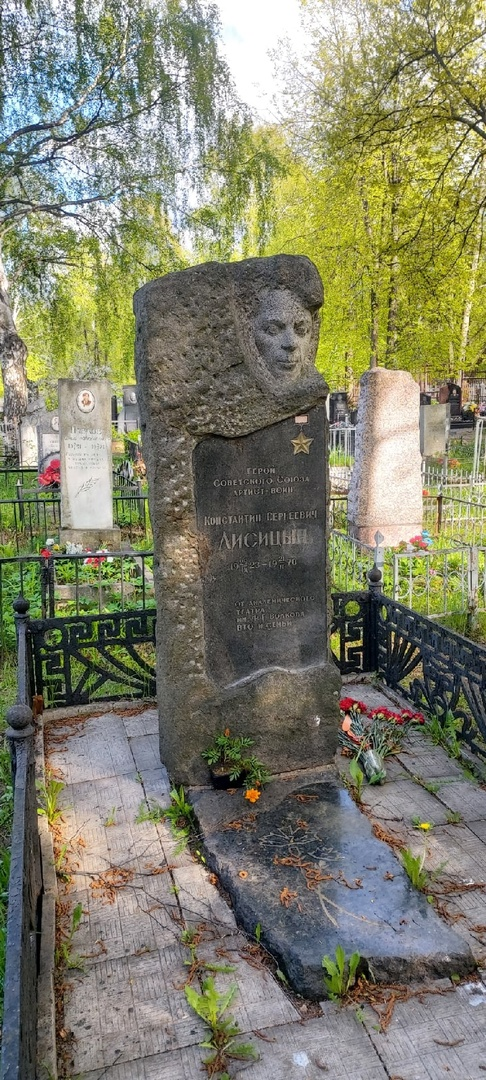
Памятник на Леонтьевском кладбище Ярославля

В феврале 1946 в звании капитана вернулся в Ярославль и был принят на должность главного администратора театра. 
Вскоре поступил в театральную студию и одновременно во вспомогательный актёрский состав, а через три года стал актёром. 
Служил в Грозненском театре им. Лермонтова, Сахалинском областном драматическом театре, Хабаровском драматическом театре, театрах на Дальнем Востоке.
В 1960 году вернулся в Ярославль, играл на сцене Волковского театра. Роли в Ярославле: Никс Джонсон («Остров Афродиты» А. Парниса), Петр Андреевич Орел («Над Днепром» А. Корнейчука), Рваное Ухо («Великий волшебник» В. Губарева), Махровый («Проводы белых ночей» В. Пановой), Задорнов («Океан» А. Штейна), Василий Прохоров («Хозяева жизни» Ю. Чепурина), Дик («Четвертый» К. Симонова), Масамба («Вендетта» Н. Винникова), Вася («Пора любви» В. Катаева), Черныш-инженер («Хочу верить» И. Голосовского), Кульнев («Под одной из крыш» З. Аграненко), Сирота («Федор Волков» Н. Севера), Беральд («Мнимый больной» Ж.-Б. Мольера), Томас («Мятеж неизвестных» Г. Боровика), Брат Фома («Мера за меру» У. Шекспира), Николай («В день свадьбы» В. Розова), Теймур («Глубокая разведка» А. Крона), Натаров («Панфиловцы» И. Назарова), Врач («Великий Бобби» К. Грущиньского), Иван («Обуховке нужны чудаки» А. Бархоленко), Прокопий Ляпунов («Царь Юрий» В. Соловьева), Усов («Мятеж на Волге» И. Назарова), Мельников («Васса Железнова» М. Горького), Тенор («Десять суток за любовь» Б. Рацера и В. Константинова), Доктор («Похищение луковиц» М. К. Машаду). В спектакле «Панфиловцы» выходил на сцену со своей настоящей звездой Героя Советского Союза.
В 1950 году награждён медалью «За трудовую доблесть» за большие достижения в области развития советского театрального искусства, в связи с 200-летием со дня основания Ярославского государственного ордена Трудового Красного Знамени драматического театра им. Ф. Г. Волкова.
Скончался 21 февраля 1970 года на 47-м году жизни после тяжёлой продолжительной болезни. Похоронен на воинском мемориальном (Леонтьевском) кладбище.

## Семья
Жена — Тамара Петровна Лисицына, заслуженный деятель культуры Российской Федерации.
Дочь — Елена Константиновна Лисицына, педагог.

## Память
- В 2018 году на здании театра им. Волкова установлена мемориальная доска в память о Герое[4].
- Его именем названа улица в Ярославле, в районе Божедомки (бывшая Мышкинская).